# Szamot

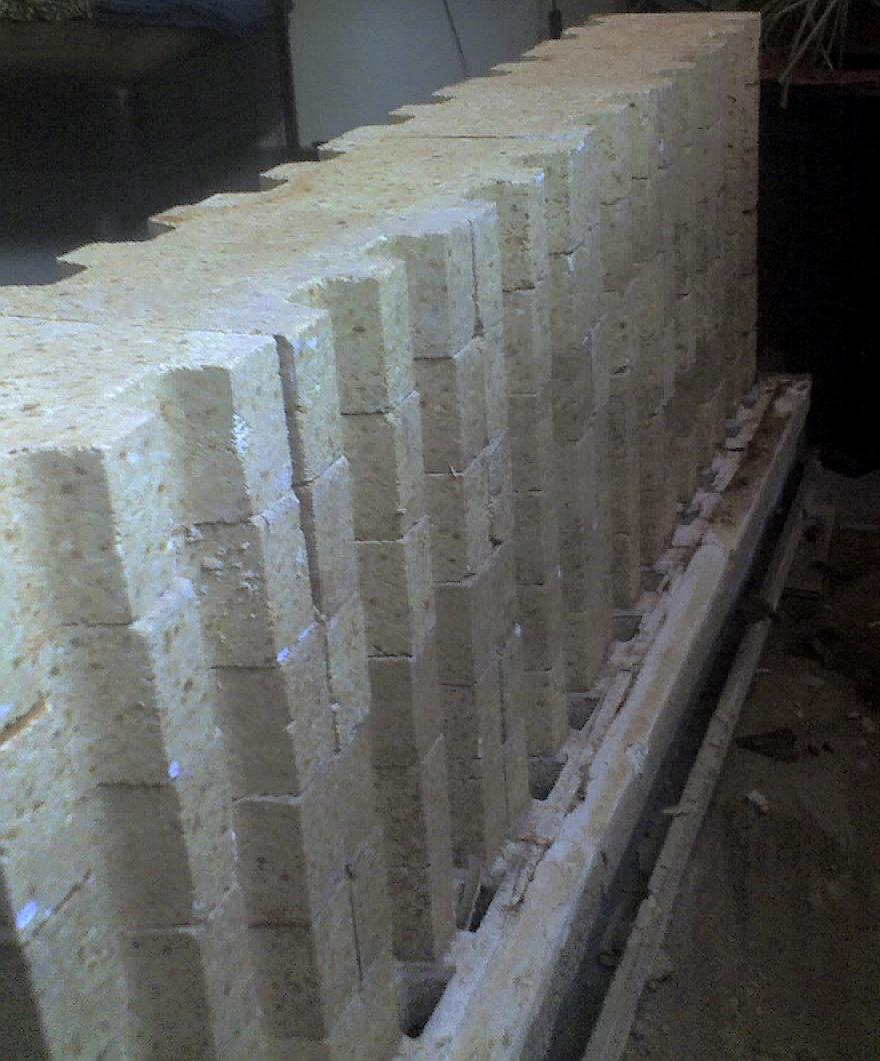

Szamot – materiał ceramiczny otrzymywany przez wypalenie gliny lub łupków i zmielenie otrzymanego produktu.
Proces produkcji polega na formowaniu, suszeniu i wypalaniu. Wyroby szamotowe cechują się dużą odpornością na szybkie zmiany temperatury. Po wymieszaniu z plastyczną gliną ogniotrwałą, szamot używany jest do wyrobu ogniotrwałych materiałów, np. okładzin stosowanych w kaflowych piecach domowych, paleniskach, piecach przemysłowych itp. 
Zaprawa szamotowa to mieszanka szamotu i gliny surowej oraz dodatków w postaci cementu portlandzkiego i szkła wodnego. Zaprawa służy do łączenia cegieł i płyt szamotowych. Zaprawa szamotowa bez dodatku cementu i szkła wodnego nie ma środków wiążących, a łączenie cegieł następuje na skutek spieczenia jej w temperaturze 1000 °C. Do wykonania spoin które nie osiągają temperatur powyżej 1000 °C stosuje się dodatki cementu oraz szkła wodnego w celu poprawy wiązania.